# Liste von Sendeanlagen im Saarland
Die Liste von Sendeanlagen im Saarland umfasst Sendeanlagen insbesondere für Fernsehen, Hörfunk, Amateurfunk, Mobilfunk und Richtfunk im Saarland.

## Sendeanlagen
| Name                             | Stadt / Landkreis           | Berg                                      | Höhe                                                       | Baujahr           | Betreiber des Senders                                          | Funktionen                                 | Bemerkungen |
| -------------------------------- | --------------------------- | ----------------------------------------- | ---------------------------------------------------------- | ----------------- | -------------------------------------------------------------- | ------------------------------------------ | --- |
| Schwarzenbergturm                | Saarbrücken                 | Schwarzenberg (Saarbrücken)               | 46 m                                                       | 1930              | ?                                                              | UKW, Polizeifunk, Mobilfunk                | Stahlbetonturm |
| Sender Göttelborner Höhe         | Regionalverband Saarbrücken | Göttelborner Höhe (Heusweiler-Wahlschied) | 208 m                                                      | 1959              | SR                                                             | UKW, DVB-T2 HD, Mobilfunk                  | abgespannter Stahlrohrmast |
| Sender Felsberg-Berus            | Landkreis Saarlouis         | Sauberg (Überherrn)                       | ? (früher für LW 282 m, 280 m, 276 m, 270 m, 234 m, 234 m) | 1955              | SR (seit 2020), Europe 1/Broadcasting Center Europe (bis 2019) | DAB+, DVB-T2 HD (seit 2020), LW (bis 2019) | Stahlbetonturm (früher 6 abgespannte Stahlfachwerkmasten für LW, stärkster Rundfunksender in Deutschland, am 19. Dezember 2019 abgeschaltet, letzte Masten am 27. Oktober 2020 gesprengt) |
| Sender Heusweiler                | Regionalverband Saarbrücken | Kahlenberg                                | 120 m, 120 m, 50 m                                         | 1935              | SR                                                             | MW                                         | 2 abgespannte Stahlfachwerkmasten, 1 Reservemast, am 31. Dezember 2015 abgeschaltet, am 21. September 2018 gesprengt                                                                      |
| Sender Püttlingen-Schoksberg     | Regionalverband Saarbrücken | Schoksberg                                | 287 m                                                      | 1976              | Deutsche Funkturm                                              | UKW, DAB+, DVB-T2 HD                       | abgespannter Stahlfachwerkmast |
| Sendeturm Saarbrücken-Winterberg | Saarbrücken                 | Winterberg                                | 100 m                                                      | ?                 | Deutsche Funkturm                                              | UKW                                        | freistehender Betonturm |
| Sender Spiesen                   | Landkreis Neunkirchen       | Spieser Höhe (Spiesen-Elversberg)         | 75 m (?)                                                   | 2007              | SR                                                             | DAB+, DVB-T2 HD                            | freistehender Stahlfachwerkturm |
| Sender Blieskastel               | Saarpfalz-Kreis             | Renkersberg (Blieskastel-Webenheim)       | 67 m                                                       | 1969              | SR                                                             | UKW, DAB+                                  | abgespannter Stahlrohrmast |
| Sender Moseltal                  | Landkreis Merzig-Wadern     | bei Perl                                  | 75,2 m                                                     | 1967 (Umbau 1996) | SR                                                             | UKW, DAB+                                  | abgespannter Stahlrohrmast |
| Sender Halberg                   | Saarbrücken                 | Halberg                                   | 80 m                                                       | 1960              | SR                                                             | UKW, DAB+, DVB-T2 HD                       | abgespannter Stahlrohrmast |
| Sender Mettlach                  | Landkreis Merzig-Wadern     | bei Mettlach                              | ?                                                          | ?                 | SR                                                             | UKW, DAB+                                  | freistehender Stahlfachwerkturm |
| Sender Tholey                    | Landkreis St. Wendel        | Schaumberg                                | ?                                                          | ?                 | ?                                                              | DAB+                                       | Aussichtsturm mit Sendeanlage |